# Приор
Прио́р (от лат. prior «первый; старший») — титул (звание), должность и их носитель (должностное лицо).

## Древний Рим
В древнеримском войске приор — командир первой центурии манипулы.

## Католические монастыри, монашеские и духовно-рыцарские ордена
Приор — (смотрите: Церковные степени и должности) в католицизме титул настоятеля небольшого мужского католического монастыря или старшего после аббата-настоятеля члена монашеской общины (первого помощника аббата). Монастырь, в котором имеет место жительства приор, называется приорией (приоратом).
В современной практике католической монашеской жизни приором может называться настоятель:
- конвентуального приората, избираемый монашеской общиной, исполняющий де-факто роль аббата, но не имеющий титула аббата.
- обычного монастыря со статусом приории, назначаемый аббатом.
- аббатства, который управляет им как временный администратор от имени аббата.
- отдельного монастыря или целой провинции в некоторых орденах с разветвлённой иерархической структурой: доминиканцы, кармелиты[1].

Впервые термин появился в ордене бенедиктинцев, понятие вошло в обиход после Клюнийской реформы ордена. Приорами назывались монахи клюнийского ордена, назначенные аббатом для участия в управлении монастырём и подчинённые ему.
Позднее приорами стали называть настоятелей монастырей. Приорами называются настоятели монастырей цистерцианцев, картезианцев, доминиканцев, кармелитов, августинцев, премонстрантов, сервитов, паулинов и других.
Настоятели картезианских обителей называются приорами. Генералом ордена является приор Большой Шартрезы. Генеральный капитул ордена составляют все приоры и община Большой Шартрезы.
У доминиканцев провинциальный приор (провинциал) возглавляет отделение ордена в стране, конвентуальный приор (или просто приор) — общину (приорство, конвент).
Августинский орден, орден кармелитов и орден сервитов возглавляют генерал-приоры.
В духовно-рыцарских орденах приорами называются начальники провинций (местных подразделений ордена). Приор или великий приор — второе после великого магистра (гроссмейстера) должностное лицо ордена.
В женской форме приоресса этот титул используется для настоятельниц монастырей доминиканского и кармелитского орденов.

## Средневековые итальянские коммуны
Приор в средневековых коммунах Средней Италии — глава цеха, входивший, как правило, в правительство коммуны (приорат). Например, известна коллегия семи приоров Флоренции.

## Другое
Приор — наименование посланников (миссионеров) расы Орай в телесериале «Звездные врата» в 9 −10 сезонах. Они же были священниками-капитанами и священниками-адмиралами во флоте Орай.